# Ripogonaceae
Classification APG III (2009)
Famille
Répartition géographique
La petite famille des Ripogonaceae (parfois orthographiée Rhipogonaceae) est constituée de plantes monocotylédones ; elle ne comprend qu'un seul genre, Ripogonum renfermant de 2 à 6 espèces.
Ce sont des plantes grimpantes (lianes) qui ressemblent à la vigne et que l'on rencontre de la Nouvelle-Zélande à la Nouvelle-Guinée, les feuilles simples sont généralement opposées avec 3 fortes nervures longitudinales. Les petites fleurs sont regroupées sur des inflorescences axillaires, en grappes ou en épis plus ou moins lâches, les fruits sont des baies.
Le kareao est le nom māori de Ripogonum scandens, c'est une plante grimpante de Nouvelle-Zélande pouvant atteindre 10 m, ses feuilles sont persistantes. Plante assez importante car on peut utiliser ses fruits, feuilles, racines et sève en cuisine et en médecine traditionnelle, même ses tiges peuvent être utilisées en vannerie et pour tresser des cordages et des filets. 

## Étymologie
Le nom vient du genre Ripogonum qui dérive des mots grecs ῥιπος (rhipos), osier, se référant aux longues pousses, et γονυ (goni), genou, articulé, de par l'aspect articulé des tiges. Le mot grec ῥιπος commençant par un rho aspiré plutôt que par un rho ordinaire, les érudits classiques ont préféré le transcrire avec rh-. Par conséquent, les premiers botanistes ont traité l'orthographe de Johann et Georg Forster comme une erreur à corriger et l'orthographe Rhipogonum a été utilisée.

## Classification
En classification classique de Cronquist (1981), cette famille n'existe pas. 
La classification phylogénétique sépare en effet cette famille des Smilacaceae pour en faire une famille à part entière dans l'ordre des Liliales.

## Liste des genres
Selon DELTA Angio (16 avr. 2010) :
- famille Ripogonaceae
  - genre Ripogonum (en)

Selon NCBI (16 avr. 2010) et Angiosperm Phylogeny Website (18 mai 2010) :
- famille Rhipogonaceae
  - genre Rhipogonum J.R.Forst. & G.Forst.

## Liste des espèces
Selon NCBI (16 avr. 2010) :
- genre Rhipogonum
  - Rhipogonum discolor
  - Rhipogonum elseyanum

Selon d'autres sources:
- genre Ripogonum
  - Ripogonum album
  - Ripogonum brevifolium
  - Ripogonum discolor
  - Ripogonum elseyanum
  - Ripogonum fawcettianum

### Sous le nomRhipogonaceae
- (en) World Checklist of Selected Plant Families (WCSP) : Rhipogonaceae
- (en) Angiosperm Phylogeny Website : Rhipogonaceae  (+ liste genres chez Kew Gardens)
- (en) NCBI : Rhipogonaceae (taxons inclus)

### Sous le nomRipogonaceae
- (en) DELTA Angio : Ripogonaceae  Conran and Clifford 
  - Voir aussi Smilacaceae
- (en) Tree of Life Web Project : Ripogonaceae
- (en) GRIN : famille Ripogonaceae  Conran et Clifford  (+liste des genres contenant des synonymes)